# Bathyllus albicinctus
Bathyllus albicinctus är en insektsart som först beskrevs av Wilhelm Ferdinand Erichson 1842.  Bathyllus albicinctus ingår i släktet Bathyllus och familjen spottstritar. Inga underarter finns listade i Catalogue of Life.